# Thurmaston
Thurmaston è un paese di 9 305 abitanti della contea del Leicestershire, in Inghilterra.